# Bonita (Kalifornija)
Bonita je naseljeno područje za statističke svrhe u američkoj saveznoj državi Kalifornija. Prema popisu stanovništva iz 2010. u njemu je živjelo 12,538 stanovnika.